# Santa Fe de Portachuelo
Santa Fe de Portachuelo es un caserío peruano ubicado en el distrito de Santo Domingo, perteneciente a la provincia de Morropón del departamento de Piura, al norte del Perú. 

## Ubicación
Santa Fe de Portachuelo se ubica al norte de la provincia de Morropón, en el distrito de Santo Domingo, en el departamento de Piura.

## Demografía
En 2017 Santa Fe de Portachuelo tenía una población de 88 habitantes.
| Gráfica de evolución demográfica de Santa Fe de Portachuelo entre 1993 y 2017 |
|                                                                               |
| Fuentes: Población 1993 y 2017                                                |